# Aín
Aín (spa. Ahín) – gmina w Hiszpanii, w prowincji Castellón, w Walencji, o powierzchni 12,29 km². W 2011 roku gmina liczyła 140 mieszkańców.